# 高騰蛟
高騰蛟（1922年9月16日—2010年9月6日），生於台灣台北市，企業家，曾任義美食品公司董事長，將義美由小型食品店轉型為大型企業的關鍵人物。

## 生平
父親名高番王，為義美商店（義美食品前身）創辦人，由於創業時期的忙碌，在高騰蛟16歲的時候過世。高騰蛟當時還是就讀於台灣商工學校（今為台北開南商工）的中學生。由於父親逝世，高騰蛟乃於1937年接下家中事業，並使義美由一家糕餅店逐漸發展為全國性企業。高騰蛟曾任台灣區糖果餅乾麵食工業同業公會理事長、中華民國食品發展協會創會理事長、台灣英文新聞（Taiwan News）董事長、台灣基層產業拚經濟協進會理事長、越台糖業董事長。

## 事蹟

### 經營理念
高騰蛟認為，糕餅店直接面對客戶，除了要滿足不同顧客的需求，品質更要好，因為客戶一吃就知道、騙不了人。因此他經營企業，向來秉持秉持品質重於利潤的理念，堅持以最好的產品回饋社會。
台灣加入WTO後，高騰蛟憂心將對台灣農業造成嚴重殺傷力，要義美開發出具有台灣特色的柳丁、西瓜汁等產品，雖然成本比起國際進口濃縮汁成本來得高，但他仍堅持以企業力量，協助農民因應外來變局。 
在重視「本土化」的同時並未忽略「國際化」。求學時期奠下的紮實日語基礎，使他的日語造詣較諸一般日本人猶有過之。年逾八十每天仍然閱讀四份日文報紙、看NHK的新聞及新知節目，日文成為他吸收先進資訊的工具，有數百本製做糕餅及相關機器的專門書籍。由於瞭解製造實務並掌握國外最新資訊，高騰蛟對於生產流程、機器特性、產品開發及改良、國內外產品及業界趨勢，都堪稱業界翹楚。

### 產業影響
當年高騰蛟為爭取砂糖自由進口，多次與台糖直接對立，甚至當著台糖董事長、或是總經理面前大罵，「高大砲」的稱號，就是從此得來。業者透露，當年政府與產業界曾為了砂糖是否自由化多次召開閉門會議，但通常在門外就可以聽見高騰蛟聲音高亢的發言。雖然在推動砂糖自由化的期間多次挫敗，但是高騰蛟很堅持自己的理念，只要有機會，他就一次又一次的講，在他擔任食品發展協會理事長的時候，還透過積極也積極透過公會的力量去見政府高層表達業界的訴求。歷經十多年的奔走，國內砂糖終於隨著台灣加入WTO而全面開放，完成他的理想，藉由多元化的進口管道，不僅降低用糖業者的成本，同時也讓台糖的效率提升，對於食品產業的影響相當深遠。
與臺糖於越南的共同開發間接導致2006年與臺糖發生越台糖業董事長寶座之爭。

### 為台灣發聲
一九九九年，高騰蛟出任英文台灣新聞(Taiwan News)董事長。這家報紙創辦於一九五一年，原名中國日報(China News) 。從「中國」落實到「台灣」之後，台灣新聞提出「民眾之聲與世界溝通」(voice of the people, bridge to the world)的宗旨，除了做為台灣主要的英文報紙，以平實深入的態度報導國內外新聞，更重要的改變，表現在言論版。高騰蛟擔任董事長的這家報紙，社論除了英文之外，另有日文翻譯及中文摘要，而社論版的其他文章，亦均為台灣各界的專論，構成以英日文發出台灣之聲的特色。

### 人生觀
高騰蛟把自己的奮鬥稱為「做餅的人生」。為了把餅做得更好吃、更健康，他孜孜矻矻，努力工作，廣於吸收新知，勤於研究開發，講究身體保健，充份利用時間。每天清晨三時即起，保健、求知、工作，總覺得每天二十四小時不夠用，希望一天有四十八小時。他積極進取，掌握今天，也抱持「明天有夢」的人生觀，總相信明天可以比今天更好，明年比今年更可期待。
義美食品董事長高騰蛟，最後一次公開出席活動，是2009.05.08出席桃園縣蘆竹鄉的義美食品觀光工廠的揭幕儀式，當時已高齡87歲的高騰蛟，身體還是很硬朗，聲音宏亮，氣色不錯，唯一是行動較慢，需要攙扶，高騰蛟很滿意義美食品的蘆竹總廠，能夠走向多元化經營，將觸角伸向休閒觀光，觀光工廠內陳設許多精美禮品，在國立故宮博物院和台北101同步販售。